# 東京都立北豊島工科高等学校
東京都立北豊島工科高等学校（とうきょうとりつ きたとしまこうかこうとうがっこう、英: Tokyo Metropolitan Kitatoshima Technical High School）は、東京都板橋区富士見町に所在する都立工業高等学校。

## 設置学科
- 全日制課程
  - 総合技術科
  - 都市防災技術科
- 定時制課程
  - 機械科

## 沿革
- 1920年4月1日 - 東京府北豊島郡立商工学校として創立。
- 1920年11月15日 - 付設補修夜学校を開設。
- 1923年3月31日 - 郡制廃止に伴って、東京府立滝野川商工学校に改称する。
- 1935年4月1日 - 東京府立商工学校と改称する。
- 1935年10月1日 - 併設補習商工学校を東京府立商工青年学校に改称する。
- 1943年7月1日 - 都制施行により東京都立北豊島工業学校に改称。
- 1946年3月31日 - 都立中等学校の整理に伴って、採鉱冶金科が都立三鷹化学工業学校に統合され、都立武蔵工業学校より電気通信科が統合される。
- 1948年4月1日 - 東京都北豊島工業高等学校と改称。
- 1997年4月30日 - グラウンドの完成により、新校舎がすべて完成する。
- 2008年5月7日 - 「エコアクション21」 キックオフ宣言。
- 2009年6月16日 - 「エコアクション21」の認証登録
- 2023年4月 - 東京都立北豊島工科高等学校と改称。
- 2024年4月 - 全国初となる「都市防災技術科」を設置予定。

## 行事
- 4月 - 入学式
- 5月 - 芸術鑑賞教室
- 6月 - 体育祭
- 11月 - 文化祭 （白堊祭）
- 2月 - 修学旅行（2年）
- 3月 - 卒業式

## 交通・周辺環境
- 都営地下鉄三田線 板橋本町駅 徒歩8分
- 東武東上線 中板橋駅 徒歩8分
- 国際興業バス王54・王54-2 「北豊島工業高校」下車

## 著名な出身者
- 仲代達矢（中退）
- 小松定男 - （元衆議院議員）
- 布施辰徳
- 小針清允 - （元プロサッカー選手）
- 桃太郎 (ミュージシャン) - （紅麗威甦メンバー）
- アントニー - （マテンロウ・中退）
- 大トニー - （マテンロウ）